# Ahenaer Adake
Ahenaer Adake (chiń. 阿合娜尔·阿达克; kaz. Ақнар Адаққызы, Aknar Adakkyzy; ur. 1 czerwca 1999) – chińska łyżwiarka szybka kazachskiego pochodzenia, olimpijka z Pekinu 2022.
Pochodzi z Sinciangu.

## Wyniki

### Igrzyska olimpijskie
| Rok  | Gospodarz | 1500 m | 3000 m | bieg drużynowy |
| ---- | --------- | ------ | ------ | -------------- |
| 2022 | Pekin     | 17     | 17     | 5              |